# 三上陽子
三上 陽子（みかみ ようこ、1981年8月10日 - ）は、日本のグラビアアイドル、レースクイーン。